# Mohiniyattam

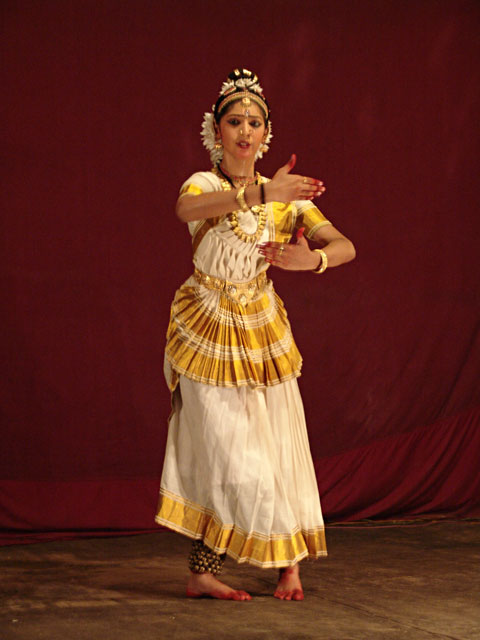
Ballarina de Mohiniyaattam

El mohiniyattam (en malaiàlam: മോഹിനിയാട്ടം), que també es pot escriure mohiniaattam o mohiniattom, és una dansa tradicional de Kerala, al sud de l'Índia. Es tracta d'una dansa molt elegant escenificada per dones. El terme mohiniyattam prové de les paraules mohini, que significa «dona que encisa els espectadors», i attam, paraula que designa moviments corporals sensuals i elegants, podent-se traduir, doncs, per «dansa de la dona encisadora». El tema principal de la dansa és l'amor i la devoció envers Déu i normalment Vixnu o Krishna en són els herois. S'acostuma a escenificar als temples i té elements de Koothu i Kottiyattom. És un drama en dansa i en vers. La dansa mohiniyattam es caracteritza pels seus subtils moviments: els malucs i el tors es mouen amb molta suavitat, suggerint el moviment de les fulles dels arbres i el so de l'aigua dels rius que hi ha a Kerala, la seva terra d'origen. A més, els ulls ballen amb el propòsit d'encisar la ment sense atraure els sentits. Hi ha aproximadament quaranta moviments bàsics diferents, anomenats atavukal.
En algunes històries es parla de Vixnu disfressat de mohini; en una s'hi explica que va aparèixer disfressat de mohini per allunyar els asuras (dimonis) de l'amrita (el nèctar de la immortalitat). D'altres conten que Vixnu es va disfressar de mohini per a salvar Xiva del dimoni Bhasmasura. És possible que el nom mohiniyaattam s'establís a partir d'aquí.
Aquesta dansa, que conserva alguns elements de dues formes tradicionals de ball del sud de l'Índia, el bharatanatyam i el kathakali, va ser inventada a la cort del rei Swati Tirunal per Vadivelu, un component del Quartet Thanjavur.
El vestit típic d'aquesta dansa és un sari de color blanc amb brodats daurats anomenat kasavu. Aquest ball es basa en el text clàssic de Hastha Lakshanadeepika, en el qual hi figura la descripció de les mudras (expressions gestuals amb el palmell de la mà i els dits).
En la música del mohiniyattam hi ha unes variacions en l'estructura rítmica que s'anomenen chollu. La lletra de les cançons és en manipravala, una barreja de sànscrit i malaiàlam.